# Мутур-е Мансурабад
Мутур-е Мансурабад (перс. موتورمنصوراباد) — село в Ірані, у дегестані Гакімабад, у Центральному бахші, шахрестані Зарандіє остану Марказі. За даними перепису 2006 року, його населення становило 0 осіб, що проживали у складі 0 сімей.